# Агнес Хедвига фон Анхалт
Агнес Хедвига фон Анхалт (на немски: Agnes Hedwig von Anhalt; * 12 март 1573, Десау; † 3 ноември 1616, Зондербург) от династията Аскани, е принцеса от Анхалт и чрез женитби курфюрстиня на Саксония (1586) и херцогиня на Шлезвиг-Холщайн-Зондербург.

## Живот
Дъщеря е на княз Йоахим Ернст фон Анхалт (1536 – 1586) и втората му съпруга Елеонора фон Вюртемберг (1552 – 1618), дъщеря на херцог Кристоф фон Вюртемберг.
През 1581 г., на осем години, тя става абатеса на имперското абатство Санкт Кириак в Гернроде, но напуска през 1586 г. На 3 януари 1586 г. 13-годишната Агнес се омъжва за 60-годишния курфюрст Август от Саксония (1526 – 1586) от рода на Албертинските Ветини. Тя е втората му съпруга. Той е вдовец на принцеса Анна Датска (1532 – 1585), от която има 15 деца. Август умира на 11 февруари 1586 г., шест седмици след сватбата. Агнес Хедвига получава като вдовишка резиденция двореца Лихтенбург, където никога не е живяла. Две години по-късно, на 14 февруари 1588 г. в двореца Зондербург, 14-годишната Агнес се омъжва втори път – за 43-годишния херцог Йохан фон Шлезвиг-Холщайн-Зондербург (1545 – 1622), шурей на първия ѝ съпруг и трети син на датския крал Кристиан III (1503 – 1559). Агнес донася на съпруга си зестра от 30 000 имперски талера. Той е вдовец на Елизабет фон Брауншвайг-Грубенхаген (1550 – 1586), от която има 14 деца. Агнес му ражда девет деца.
Тя умира през 1616 г., шест години преди нейния съпруг.

## Деца
Агнес и Йохан имат девет деца:
- Елеонора (* 1590; † 1669)
- Анна Сабина (* 1593; † 1659), ∞ 1618 за херцог Юлиус Фридрих фон Вюртемберг-Вайлтинген
- Йохан Георг (* 1594; † 1613)
- Йоахим Ернст (* 1595; † 1671), херцог на Шлезвиг-Холщайн-Зондербург-Пльон
- Доротея Сибила (* 1597; † 1597)
- Доротея Мария (* 1599; † 1600)
- Бернхард (* 1601; † 1601)
- Елеонора София (* 1603; † 1675), ∞ 1625 за херцог Кристиан II фон Анхалт-Бернбург
- Агнес Магдалена (* 1607; † 1618)